# ZU-23-2
ZU-23-2 (rusky зенитная установка калибра 23 мм) je dvojhlavňový protiletadlový kanón ráže 23 mm vyvinutý koncem 50. let v SSSR. Do výzbroje sovětské armády byl přijat začátkem 60. let. Později se dostal i do výzbroje armád Varšavské smlouvy a Blízkého východu. V indexu GRAU nese označení 2A13.

## Popis
Protiletadlový kanón ZU-23-2 se skládá ze dvou hlavní ráže 23 mm. Hmotnost celého kompletu je 900 kg, účinný dostřel činí 1,5 km do výšky a 2,5 km do dálky. Hmotnost náboje je 190 g. Zbraň je ovládaná 5 až 6člennou posádkou. Reakční doba kanónu je 30 sekund. Zbraň lze použít k ničení nízko letících nebo lehce pancéřovaných pozemních cílů. Po obou stranách se nacházejí zásobníky s 50 kusy nábojů. Zbraň byla v roce 2011 ve výzbroji více než 50 států.[zdroj⁠?!]Ve Finsku, v Polsku, ČR, Slovensku a Íránu prošla řadou různých modernizací zaměřených především na jednoduchost ovládání nebo zvýšení bojového účinku.

## Varianty
Sovětský svaz
- ZU-23 první varianta vyrobená v 60. letech.
- ZU-23M modernizovaná varianta vybavená laserovým dálkoměrem, videokamerou, optickým zaměřovačem s termovizí.

 Polsko
- ZU-23-2
- ZU-23-2S
- ZU-23-2 Jodek G
- ZU-23-2MR námořní verze

 Česká republika
- ZU-23-2M2 Vlara

 Finsko
- 23 itK 95

 Írán
- ZU-23-6 je modernizovaná verze ZU-23 vybavená 6 hlavněmi ráže 23 mm s teoretickou kadencí 6 000 ran za minutu. Tato verze byla představena na přehlídce v Teheránu.

Neregulérní konflikty
- ZU-23 je - pevně namontovaná na pick-upech - oblíbená mobilní zbraň k podpoře pěchoty zejména u islamistických milicí[2]
- pod názvem "Separatist" byl ZU-23 nejpozději na počátku r. 2018 v Doněcké národní republice konvertován i na pěchotní zbraň - ostřelovačskou pušku. Před velkým zpětným rázem střelce chrání umístění "Separatista" na pevnou trojnožku.[3]